# Снежана Гвозденовић Ђуришић
Снежана Гвозденовић Ђуришић је други студијски албум певачице Снежане Ђуришић. Објављен је 1979. године у издању дискографске куће Polyband. 

## Песме на албуму
| Редни број | Песма                        |
| ---------- | ---------------------------- |
| 1.         | Крај потока бистре воде      |
| 2.         | Чувам овце крај зелене јове  |
| 3.         | Мисли Миле да је мени жао    |
| 4.         | Зашто си ме, мајко, родила   |
| 5.         | Ој, Цоко, Цоко               |
| 6.         | Рекла нана                   |
| 7.         | Бачкино коло                 |
| 8.         | Шиљин нови чочек             |
| 9.         | Бања Луко                    |
| 10.        | Црвен фесић                  |
| 11.        | Не стој, доне Донке          |
| 12.        | Јутрос ми је ружа процветала |
| 13.        | Коло игра код комшије        |
| 14.        | Зораново Нишко коло          |